# Zoni

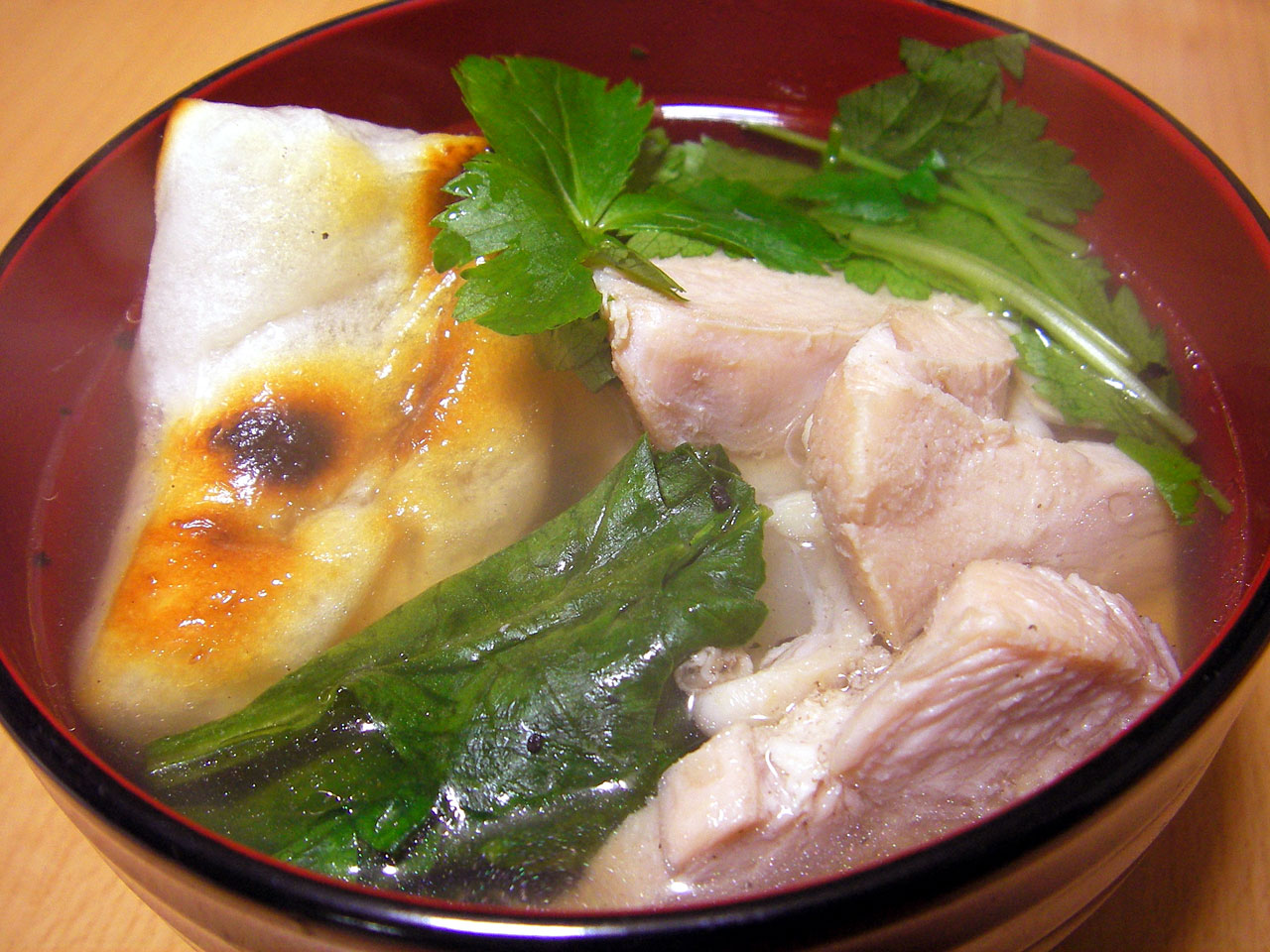
Zoni

Zōni, (雑煮), japansk soppa vars grund är mochi och som äts till det japanska nyåret. Zōni tillagas genom att man kokar mochin tillsammans med grönsaker och diverse torkade livsmedel. Från början tros den ha ätits av samurajer och soldater ute i fält, men blev sedan dess gradvis spridd i hela det japanska samhället och äts sedan längre tillbaka av vanligt folk.
Zōni tillreds olika beroende på området, i exempelvis Nagoya häller man i komatsuna (en japansk rapssort) och strör över flingor av torkad bonitofisk. I Toyama däremot är traditionen att lägga till fisk och kamaboko, japansk kokad fiskpasta.